# Inverted V antenna

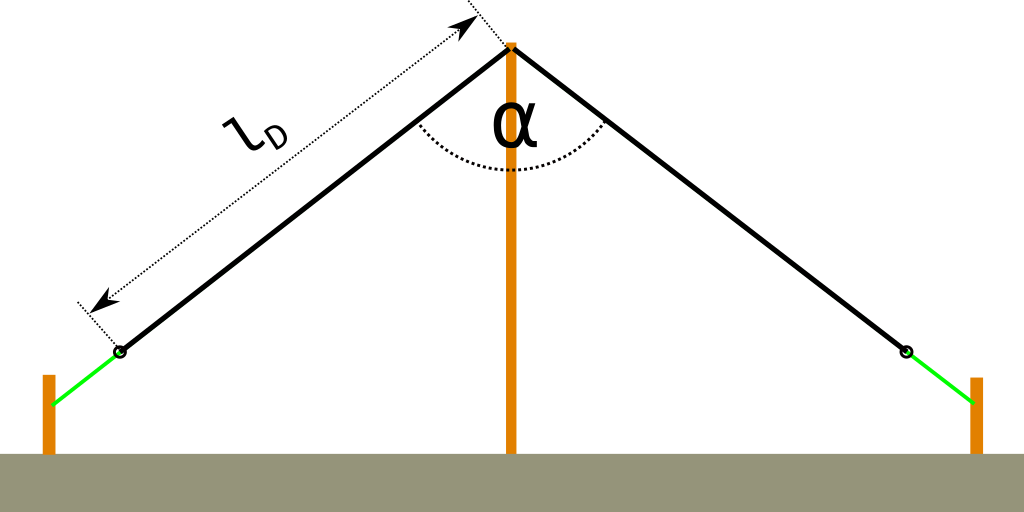
Inverted V antenna felépítése

Az Inverted V antenna egy vízszintes dipólhoz hasonló antennatípus, de a két oldala a talaj felé van hajlítva, a betáplálási ponton a két féldipólus 120° – 90° -os szöget zár be. Általában korlátozott helyen használják, mivel jelentősen csökkentheti az antenna talajhoz viszonyított méretét anélkül, hogy az antennanyereséget  jelentősen befolyásolná.

## Felépítése, méretezése
A legtöbb inverted V antennát jellemzően úgy tervezik, hogy a csúcsszög 120°-90° között legyen. Ritkább esetekben 150°-os és 75°-os szögű változatok is előfordulhatnak. Ha a csúcsszöget 60° alá csökkentjük, az SWR gyorsan emelkedni kezd, mivel a talpponti impedancia drasztikusan lecsökken, így ez a konfiguráció alkalmatlanná válik. A 90°-os változat 1:1-es SWR arányt produkál 50Ω-on, amelyet más csúcsszögfeltételek mellett nem lehet elérni, azonban a kompromisszum az, hogy a vízszintes dipólushoz képest nagyon kis mértékben csökken az antenna nyeresége.
A féldipól hosszának kiszámításához a következő képlet használható:
{\displaystyle l_{D}[m]={\frac {71,5}{f[MHz]}}}
Az így kapott értéket csökkentenünk kell a két féldipól által bezárt szög függvényében az alábbiak szerint:
| α°  | A féldipól rövidítése % |
| --- | ----------------------- |
| 158 | 2                       |
| 150 | 3                       |
| 143 | 4                       |
| 90  | 5                       |

Az antenna táplálásához használható 50 Ω -os hullámellenállású koaxiális kábel, viszont az antenna szimmetrikus csatlakozást igényel, így 1:1 áttételű szimmetrizálásra van szükség.
Minél közelebb van az antenna a talajhoz, a talaj annál inkább befolyásolja az antenna iránykarakterisztikáját és elektromos tulajdonságait. Az antenna telepítésekor célszerű mérni az antenna rezonanciafrekvenciáját, és talpponti impedanciáját, és szükség szerint korrigálni az antenna méreteit.